# 漯河经济技术开发区
漯河经济技术开发区是位于河南省漯河市的国家级经济技术开发区。2009年工业销售收入450亿元，在国内生产总值、工业总产值、上缴税金、合同利用外资、实际利用外资等5项指标均位列省内第二位。

## 简介
开发区创建于1992年，位于漯河市区东南部。总规划面积41平方公里，建成区面积10平方公里，下辖一个后谢乡，31个行政村（居委会），总人口近10万，2007年更名为河南漯河经济开发区。

## 著名企业
到目前已吸引了600多家企业在此投资，形成了以生物食品为主导，高新技术、机械加工、商贸物流共同发展的产业格局。
- 有美国杜邦、美国高盛、日本火腿株式会社、日本丸红株式会社等8家世界500强企业[3]
- 双汇、银鸽、中粮、可口可乐、旺旺、统一企业[4]、康师傅、华垦为代表的10多个专业园区[1]